# Инкубационный период

При некоторых заболеваниях, латентный период короче инкубационного периода. После латентного периода (но до клинических проявлений) инфицированный человек может заражать других. Такой период называется субклиническим проявлением

Инкубационный период — один из периодов, начальный, инфекционного заболевания (в том числе паразитарного), отрезок времени от момента заражения до проявления симптомов болезни.
Иногда, понятие «латентный период» используется в качестве синонима термину «инкубационный период». Это ошибка, поскольку латентный период болезни — это промежуток времени от заражения организма до момента, когда сам больной становится заразным. Например, при гриппе больной становится заразным в среднем на день раньше, чем у него появляются первые симптомы болезни, то есть латентный период у него короче, чем инкубационный. Латентный период инфекционного заболевания не следует путать с латентной (скрытой) инфекцией.
Длительность инкубационного периода для каждого заболевания своя и может варьировать от нескольких часов до нескольких лет. Продолжительность инкубационного периода при конкретном заболевании зависит от количества бактерий или вирусов, попавших в организм и от состояния самого заражённого организма. Выделяются у заболеваний, имеющие значение в эпидемиологии и в диагностике в инфектологии: максимальный инкубационный период, минимальный инкубационный период, средний инкубационный период, наиболее часто встречаемый инкубационный период.
В течение этого периода вред, наносимый организму бактериями или вирусами, незаметен из-за их маленького количества и необходимости достаточного времени для их распознавания и выработки ответа иммунной системой. Однако постепенно число патогенов возрастает, а иммунная система начинает адекватно на них реагировать, тогда и проявляется болезнь. Как правило, во время инкубационного периода больной человек не заразен для окружающих, но при некоторых болезнях (например ветряная оспа) выделение микроорганизмов начинается за несколько дней до появления внешних проявлений болезни. Чаще всего это происходит у инфекций с аэрозольным механизмом передачи — при дыхании, с фекально-оральным механизмом — с экскрементами и т. д.) Иногда, во время инкубационного периода, из ещё здорового внешне организма (но уже заразившегося на самом деле) можно выделить самого возбудителя.